# Astartea
Astartea é um género botânico pertencente à família Myrtaceae, endémico na Austrália. O seu nome provém de Astarte, uma deusa sirio-fenícia identificada com Vénus - de facto as murtas, que constituem o tipo botânico desta família, eram dedicadas a Vénus. São espécies arbustivas ou, raramente, árvores. Folhas de pequenas dimensões, opostas (ou em grupos opostos), decussadas, herbáceas ou coriáceas e curtamente pecioladas. São particularmente odoríferas devido aos seus óleos essenciais. Reproduzem-se através de flores hermafroditas, através de polinização entomófila ou ornitófila.
Os frutos são cápsulas com 2 a 3 compartimentos.

## Espécies
- Astartea ambigua
- Astartea aspera
- Astartea clavifolia
- Astartea clavulata
- Astartea corniculata
- Astartea endlicheriana
- Astartea fascicularis
- Astartea glomerulosa
- Astartea heteranthera
- Astartea intratropica
- Astartea laricifolia
- Astartea leptophylla
- Astartea muricata
- Astartea scoparia